# Agua Escondida, Sinaloa
Agua Escondida är en ort i Mexiko.   Den ligger i kommunen Sinaloa och delstaten Sinaloa, i den västra delen av landet, 1 200 km nordväst om huvudstaden Mexico City. Agua Escondida ligger 139 meter över havet och antalet invånare är 147.
Terrängen runt Agua Escondida är platt åt sydväst, men åt nordost är den kuperad. Runt Agua Escondida är det glesbefolkat, med 19 invånare per kvadratkilometer. Närmaste större samhälle är Nacaveba, 7,5 km norr om Agua Escondida. I omgivningarna runt Agua Escondida växer huvudsakligen savannskog.